# Pitkäsaari (ö i Finland, Södra Savolax, Pieksämäki, lat 62,42, long 27,56)
Pitkäsaari är en ö i Finland. Den ligger i sjön Sorsavesi och i kommunen Pieksämäki i den ekonomiska regionen  Pieksämäki ekonomiska region  och landskapet Södra Savolax, i den centrala delen av landet, 280 km nordost om huvudstaden Helsingfors. Öns area är 13,6 hektar och dess största längd är 1 kilometer i sydöst-nordvästlig riktning.